# Samuel J. Danishefsky
Samuel J. Danishefsky, född 10 mars 1936 i USA, är en amerikansk kemist som är verksam som professor vid Columbia University och Memorial Sloan-Kettering Cancer Center i New York. Han tilldelades 1995/1996 års Wolfpris i kemi tillsammans med Gilbert Stork för att ha utformat och utvecklat nya kemiska reaktioner som möjliggjort nya vägar att syntetisera komplex molekyler, särskilt polysackarider och många andra biologiska och medicinskt betydelsefulla föreningar.

## Biografi
Danishefsky tog sin kandidatexamen vid Yeshiva University 1956 och avlade därefter, under handledning av Peter Yates, doktorsexamen i kemi vid Harvard University 1962. Denna överlappade delvis ett postdoktoralt stipendium av National Institutes of Health i Gilbert Storks laboratorium vid Columbia University.

## Karriär och vetenskapligt arbete
Efter att ha fått sin doktorsexamen blev han professor vid University of Pittsburgh, där han så småningom uppnådde rang som universitetsprofessor och undervisade fram till 1979. Från 1979 till 1993 var han professor vid Yale University, där han steg till rang som Sterling professor i kemi. År 1991 delade han sin tid med Memorial Sloan-Kettering Cancer Center som chef för Laboratory for Cancer Research Bioorganic Chemistry och blev ordförande 1993. Han accepterade en utnämning som professor vid Columbia University 1993 och delar därefter sin tid mellan Columbia och Sloan-Kettering. 

Danishefsky: Översikt av totalsyntes av Taxol ur ett råmaterialperspektiv

Danishefsky är känd för sin roll i att syntetisera många komplexa organiska föreningar, varav många är relaterade till läkemedel. Bland de molekyler som syntetiseras av Danishefsky vid Columbia University är epotiloner och calicheamicin, som är naturprodukter med potential att bli anti-cancermedel.
Danishefsky Taxol totalsyntes var den tredje syntesen av taxol, en högaktuell naturprodukt. Tillsammans med Holton Taxol totalsyntes och Nicolaou Taxol totalsyntes illustrerar dessa flerstegssekvenser den senaste tekniken inom totalsyntes.